# Alyssomyia brevicornis
Alyssomyia brevicornis är en tvåvingeart som först beskrevs av Philippi 1865.  Alyssomyia brevicornis ingår i släktet Alyssomyia och familjen rovflugor. Inga underarter finns listade i Catalogue of Life.